# 8 Canada Square

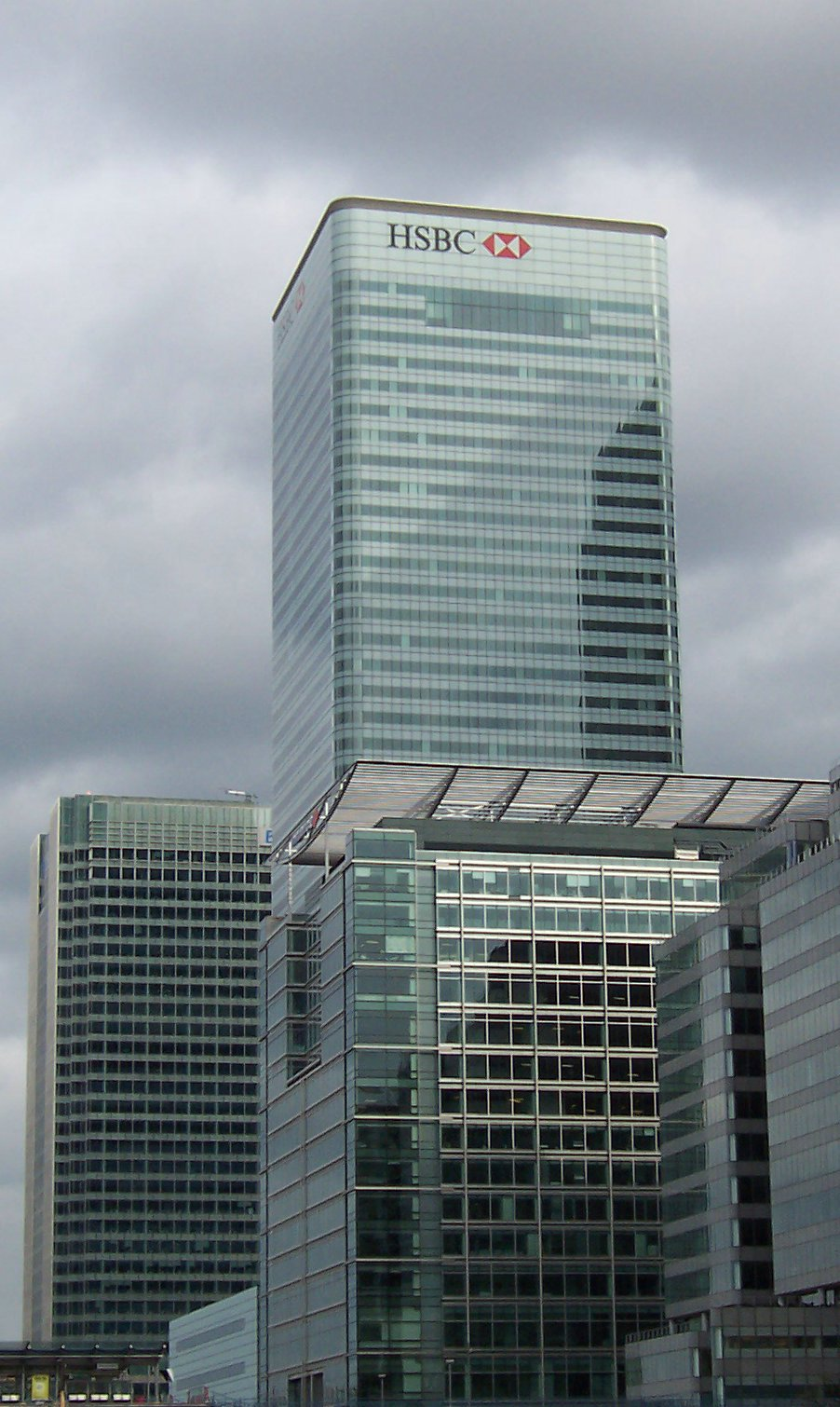
La Tour HSBC.

Le  8 Canada Square, ou tour HSBC (HSBC Tower), est un gratte-ciel du quartier de Canary Wharf, dans l'est londonien. Il fait partie des plus hautes tours du quartier. 
Conçu par le cabinet d'architectes de Norman Foster, sa construction a duré de 1999 à 2002. C'est le siège international de la société HSBC.